# Ceuthomadarus rungsi
Ceuthomadarus rungsi is een vlinder uit de familie van de Lecithoceridae. De wetenschappelijke naam van de soort is voor het eerst geldig gepubliceerd in 1937 door Lucas.